# Engenheiro Paulo de Frontin
Engenheiro Paulo de Frontin là một đô thị thuộc bang Rio de Janeiro, Brasil. Đô thị này có diện tích 139,008 km², dân số năm 2007 là 12240 người, mật độ 88,1 người/km².